# Calceranica al Lago
Calceranica al Lago – miejscowość i gmina we Włoszech, w regionie Trydent-Górna Adyga, w prowincji Trydent.
Według danych na rok 2004 gminę zamieszkuje 1145 osób, 381,7 os./km².